# Gary Walker
Pour les articles homonymes, voir Walker.
(en) Statistiques sur pro-football-reference
Gary Walker, né le 28 février 1973 à Royston au Géorgie, est un joueur de football américain évoluant au poste de defensive end en National Football League. Il a joué pour les Oilers de Houston, Jaguars de Jacksonville et les Texans de Houston. Sélectionné en 159e position par les Oilers lors de la draft 1995 de la NFL, il y joue quatre saisons dans une franchise en déménagement à Nashville qui devient les Titans du Tennessee. Sélectionné par les Texans lors de la draft d'expansion 2002 de la NFL, il est choisi l'année suivante au Pro Bowl pour la deuxième fois de sa carrière après la saison précédente.